# Mantispa haugi
Mantispa haugi är en insektsart som beskrevs av Navás 1909. Mantispa haugi ingår i släktet Mantispa och familjen fångsländor. Inga underarter finns listade i Catalogue of Life.